# Antífates

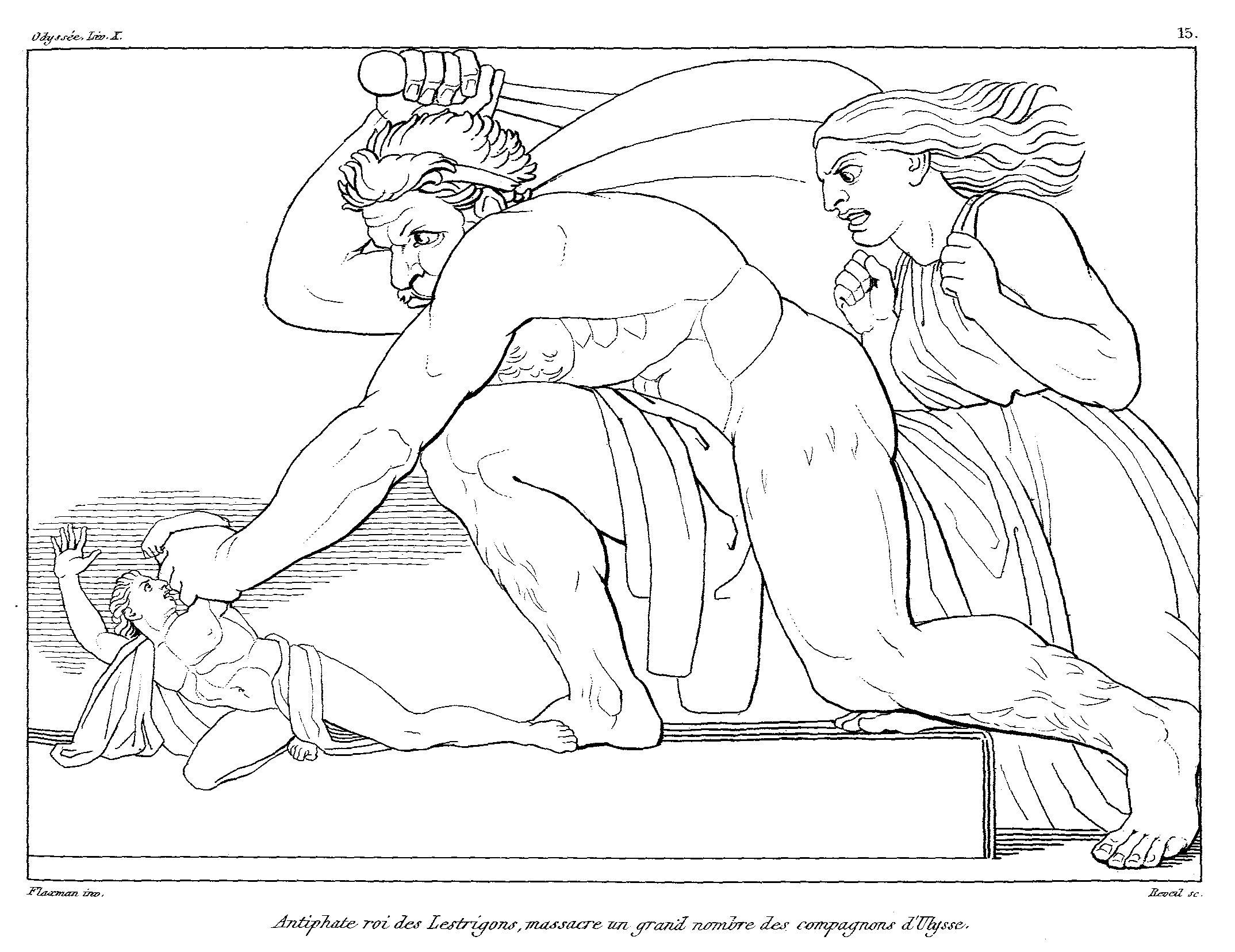
Antífates massacrant els grecs

Segons la mitologia grega, Antífates (en grec antic Ἀντιφάτης) va ser un rei dels lestrígons, una tribu de gegants citat a l'Odissea.
Homer explica que Odisseu va arribar a l'illa dels lestrígons després de ser expulsat per Èol de la seva illa per haver malgastat els vents que li havia donat. Va ancorar en un extrem de l'illa i va enviar alguns homes per informar-se sobre els seus habitants. La filla del rei Antífates es troba amb els grecs i els condueix davant del seu pare, que n'agafa un i se'l menja, mentre els altres
proven d'escapar-se. Antífates els persegueix cridant fortament, mentre avisa als altres lestrígons, que van arribar al mar i van començar a llençar immenses roques contra les naus d'Odisseu. Als que podien agafar se'ls menjaven. Odisseu va tallar la corda de la seva nau i va aconseguir marxar, però les altres onze es van perdre juntament amb els seus tripulants.